# Mansão do Governador do Alabama
A mansão do governador do Alabama é a residência oficial do governador do Alabama e está localizada em Montgomery, capital do Alabama. A atual governadora do estado, Kay Ivey, reside na mansão, que situa-se na 1142 South Perry Street. Foi construída em 1907.
A mansão foi adicionada ao Registro Nacional de Lugares Históricos em 3 de julho de 1972.